# Beaufremont
Beaufremont ist eine französische Gemeinde mit 88 Einwohnern (Stand: 1. Januar 2022) im Département Vosges in der Region Grand Est (bis 2015 Lothringen). Sie gehört zum Arrondissement Neufchâteau und zum Kanton Neufchâteau.
Die adelige Familie Bauffremont stammt ursprünglich aus Beaufremont.

## Geografie
Beaufremont liegt zwischen den Städten Neufchâteau und Vittel. Umgeben wird Beaufremont von den Nachbargemeinden Landaville im Norden, Aulnois im Osten, Hagnéville-et-Roncourt im Südosten, Malaincourt im Süden, Gendreville im Südwesten sowie Jainvillotte und Lemmecourt im Westen.

## Bevölkerungsentwicklung
| Jahr      | 1962 | 1968 | 1975 | 1982 | 1990 | 1999 | 2006 | 2020 |
| Einwohner | 116  | 115  | 111  | 88   | 98   | 77   | 73   | 88   |

## Sehenswürdigkeiten
- Kirche Saint-Pierre und Saint-Paul
- Schloss Beaufremont mit der Kapelle Saint-Joseph
- Steinkreuz

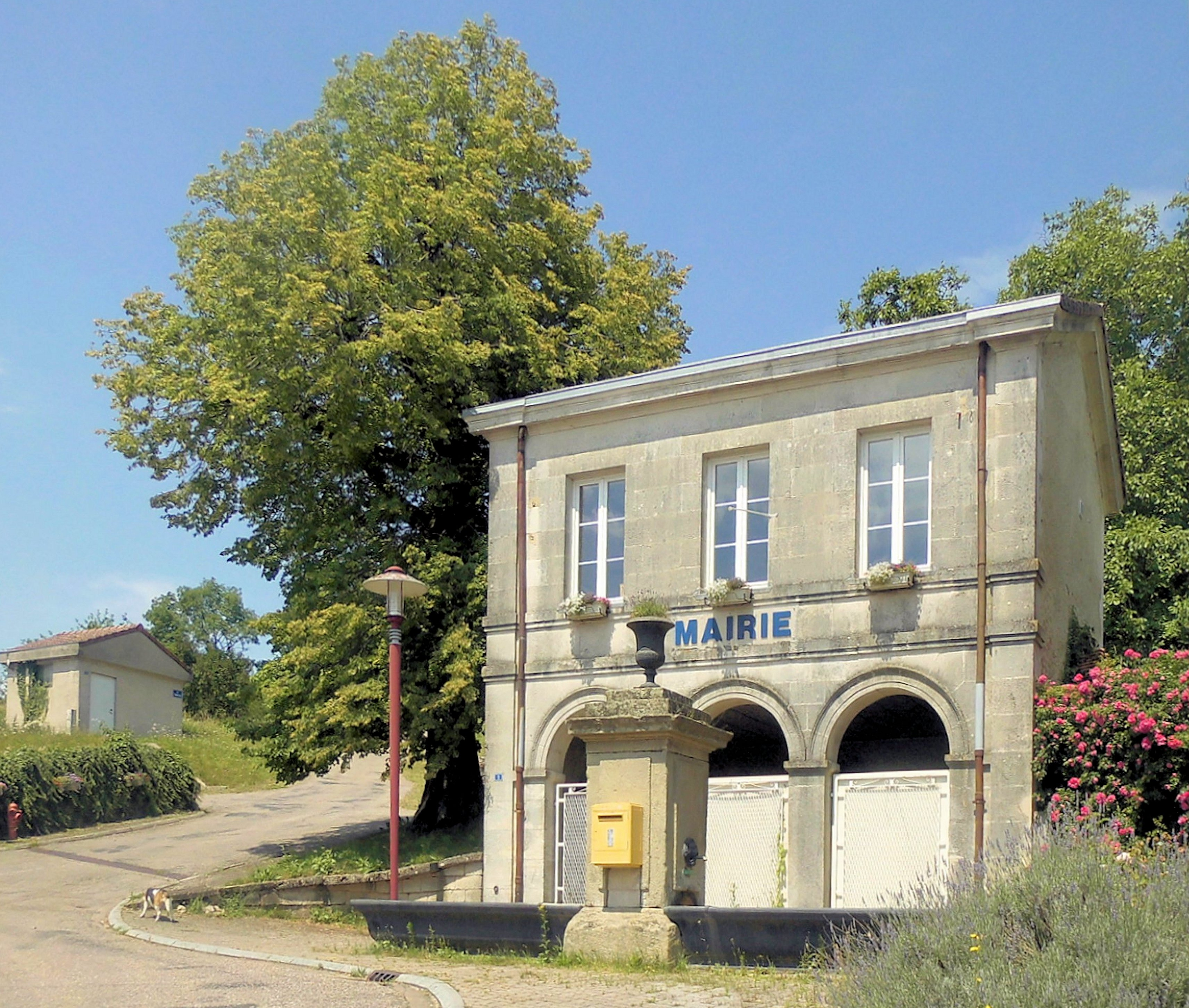
Rathaus (Mairie)
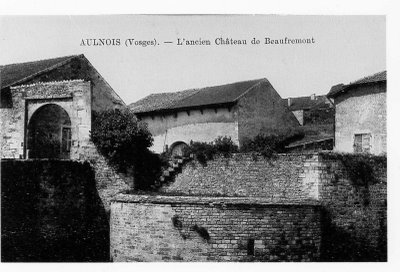
Schloss Beaufremont
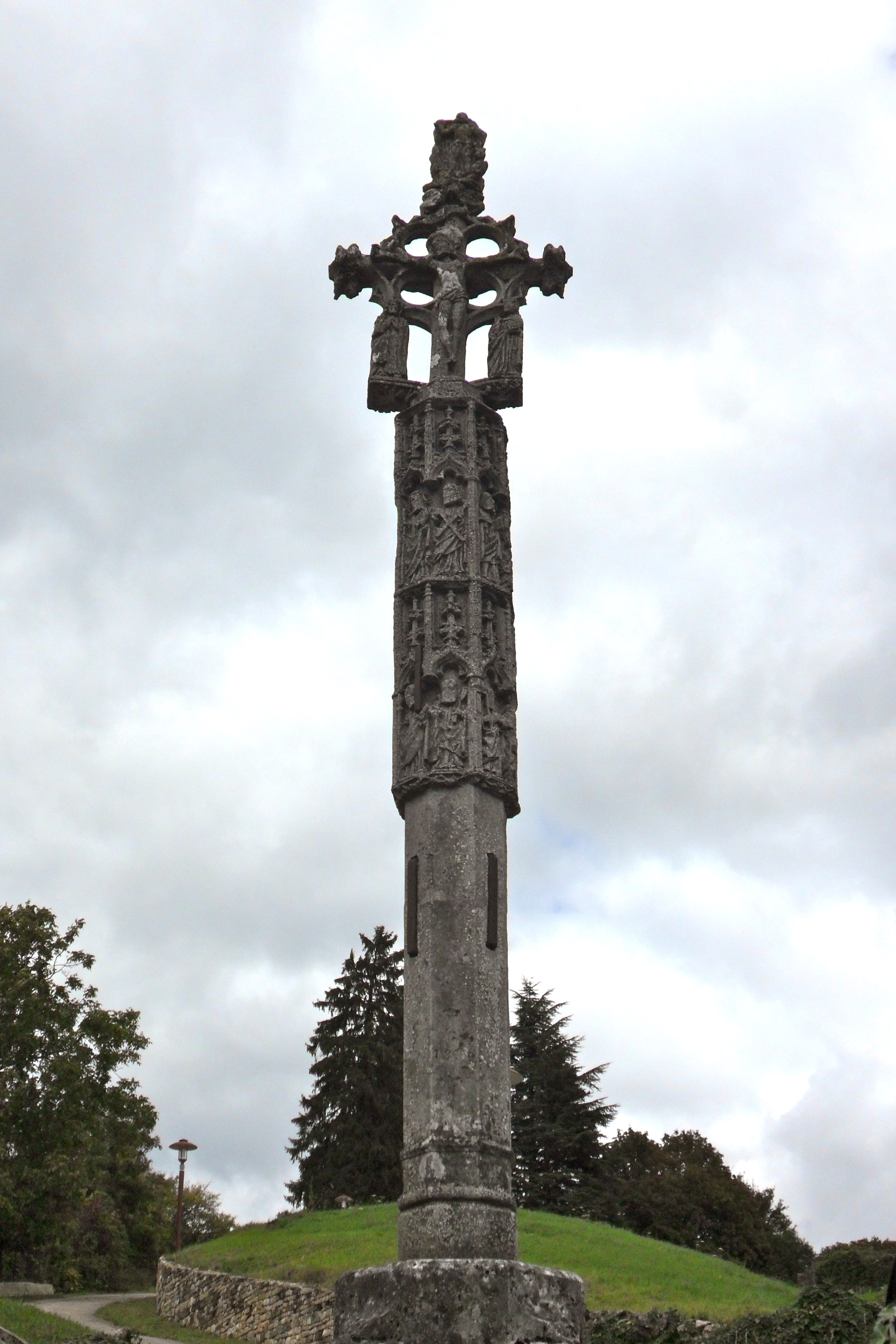
Steinkreuz
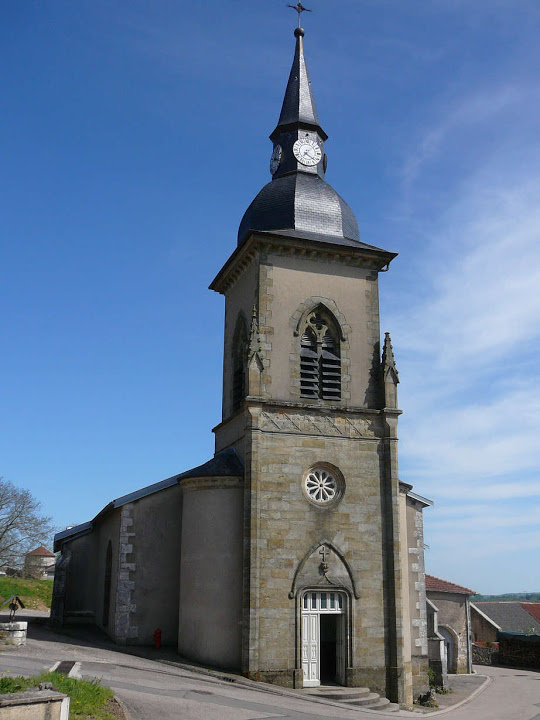
Kirche St. Peter und Paul
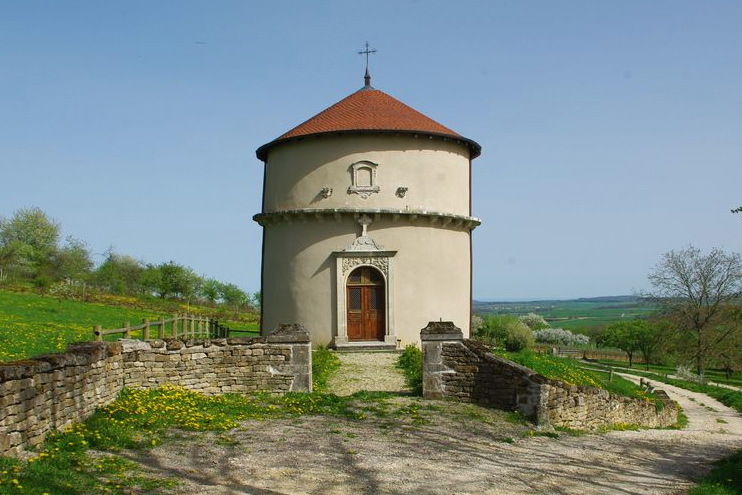
Kapelle Saint-Joseph
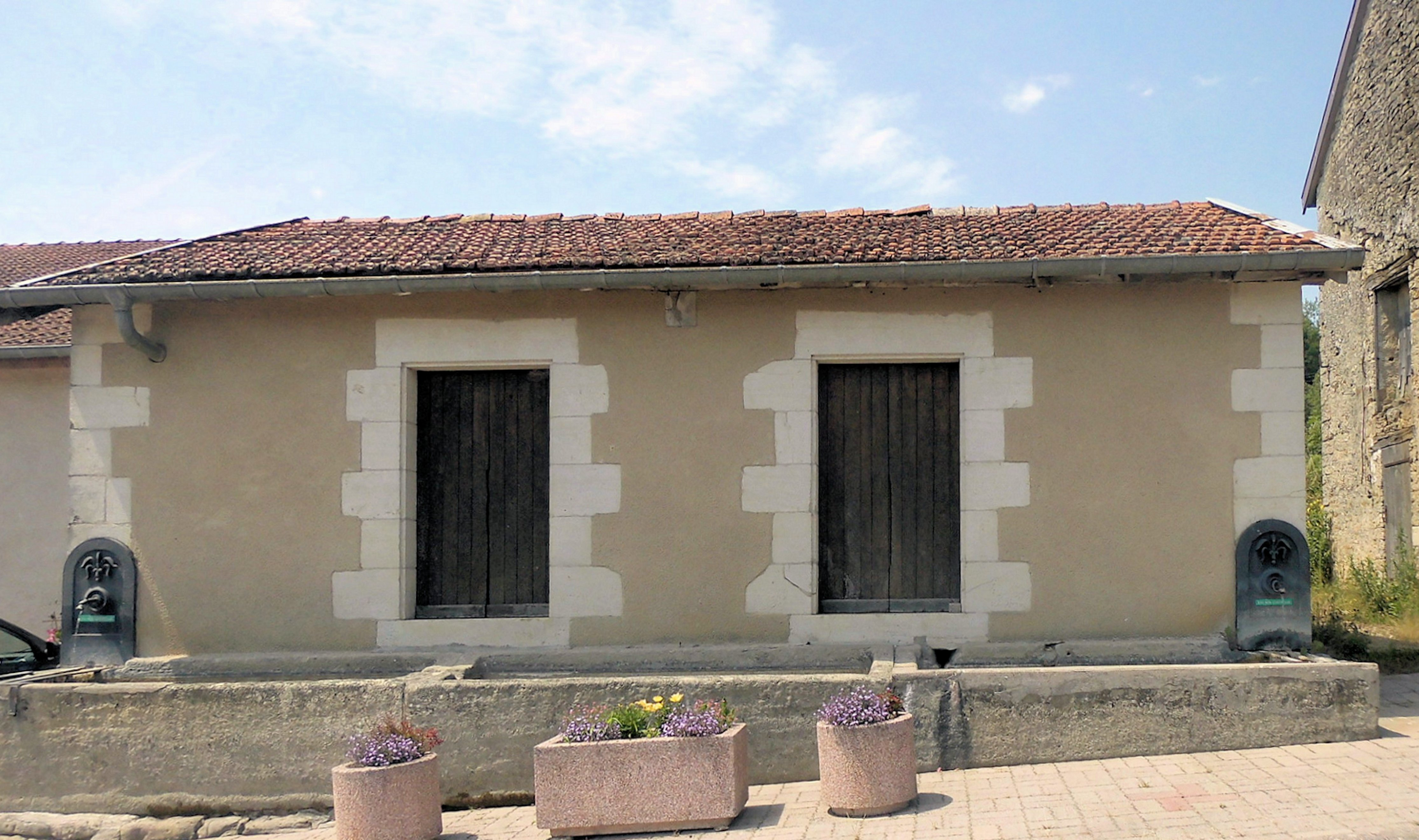
Ehemaliges öffentliches Waschhaus